# Georg Benz

Georg Benz (1992)

Georg Albert Benz (* 14. Juli 1926 in Marbach SG; † 15. Juni 2021 in Zürich) war ein Schweizer Entomologe.

## Leben
Georg Benz besuchte das Lehrerseminar Rorschach, von 1947 bis 1951 studierte er Biologie an der Universität Zürich, wo er 1956 bei Ernst Hadorn promovierte. Zwischen 1951 und 1952 studierte er Insektenphysiologie an der University of Cambridge bei Vincent Wigglesworth.
Von 1956 bis 1959 arbeitete Benz als Forschungsassistent am Zoologischen Institut der Universität Bern bei Fritz E. Lehmann. Er bildete sich von 1959 bis 1960 am Insect Pathology Research Institute in Sault Sainte Marie und an der University of California Berkeley weiter. Ab 1960 arbeitete er als wissenschaftlicher Mitarbeiter am Entomologischen Institut der ETH Zürich, von 1968 bis 1993 war er ebendort Professor für Entomologie.
Des Weiteren war Benz von 1968 bis 1987 Council Member der International ICIPE Foundation in Stockholm, 1984 fungierte er als Experte für die FAO in der Türkei und 1990 für CH-Intercooperation in Ruanda.
Georg Benz verfasste mehr als 170 Publikationen über Insektenpathologie, Virologie, Insektenphysiologie, biologische Schädlingsbekämpfung und Forstentomologie. Er war Ehrenmitglied der Schweizerischen Entomologischen Gesellschaft.
Georg Benz, Sohn des Buchhalters Augustin, war mit Dorothea Waldburger verheiratet, Tochter von Eduard, Kaufmann in St. Gallen.